# Løsgængeri
Denne side handler om den tidligere strafbare handling. For det politiske begreb, se løsgænger.
Løsgængeri betegnede personer, der ikke ernærede sig ved et lovligt erhverv (og ej heller havde formue at leve af). I praksis omfattede det prostituerede, vagabonder og andre subsistensløse, men i de senere år gik begrebet ud af brug og blev ikke strafforfulgt.
Prostituerede blev tidligere sigtet efter Straffelovens § 199. Indtil 1999, hvor den blev ophævet, havde den denne ordlyd:
§ 199. Hengiver nogen sig til lediggang under sådanne forhold, at der er grund til at antage, at han ikke søger at ernære sig på lovlig vis, skal der af politiet gives ham pålæg om at søge lovligt erhverv inden en fastsat rimelig frist og så vidt muligt anvises ham sådant erhverv. Efterkommes pålægget ikke, straffes den pågældende med hæfte eller med fængsel indtil 1 år. Pålægget har gyldighed for 5 år.

Stk. 2. Som lovligt erhverv anses ikke spil, utugt eller understøttelse fra kvinder, der ernærer sig ved utugt.